# كبوسين شعيري أسود
كبوسين شعيري أسود (الاسم العلمي:Tropaeolum atrocapillare) هو نوع من النباتات يتبع جنس الكبوسين من الفصيلة الكبوسينية.